# Águas de Lindóia
Águas de Lindóia este un oraș în São Paulo (SP), Brazilia. 